# Moratuwa
Moratuwa (syng. මොරටුව, tamil. மொறட்டுவை, czyt. Moratuła) - to miasto w południowo-zachodniej Sri Lance blisko stolicy Kolombo. Według spisu powszechnego ludności z 2012, miasto zamieszkiwało 207 755 osób. Trzecie co do wielkości miasto kraju.
W mieście od 1966 znajduje się Uniwersytet Moratuwaski. Rozwija się w nim także przemysł produkujący meble, baterie, wyroby gumowe oraz rękodzielnicze. Moratuwa jest także centrum handlowym i rybackim Sri Lanki.